# جزیره سابل
جزیرهٔ سابل (فرانسوی: Île de Sable، به معنای تحت‌اللفظی «جزیرهٔ شن») جزیره‌ای کوچک و دورافتاده در سواحل استان نوا اسکوشیا، کانادا است. این جزیره در اقیانوس اطلس شمالی، حدود ۳۰۰ کیلومتر (۱۶۰ مایل دریایی) در جنوب‌شرقی هالیفاکس و نزدیک به ۱۷۵ کیلومتر (۹۵ مایل دریایی) در جنوب‌شرقی نزدیک‌ترین نقطه به سرزمین اصلی نوا اسکوشیا واقع شده است.
مدیریت این جزیره در تمام طول سال بر عهدهٔ کارکنان آژانس پارک‌های ملی کانادا (پارکز کانادا) است. شمار افرادی که در هر زمان از سال در جزیره حضور دارند متغیر بوده و در ماه‌های تابستان، به دلیل رفت‌وآمد پژوهشگران و افزایش تعداد کارکنان، بیشتر می‌شود.
جزیرهٔ سابل که به دلیل نقش آن در تاریخ اولیهٔ کانادا و نیز به‌واسطهٔ اسب‌های بومی‌اش شناخته می‌شود، تحت حفاظت و مدیریت پارکز کانادا قرار دارد و ورود به آن منوط به دریافت مجوز قبلی است. این جزیره بخشی از ناحیهٔ ۷ شهرداری منطقه‌ای هالیفاکس در استان نوا اسکوشیا به‌شمار می‌رود و همچنین به‌عنوان یک ذخیره‌گاه پارک ملی حفاظت‌شده و «منطقهٔ مهم پرندگان» ثبت شده است.